# Мохамед Туґай
Мохамед Амін Туґай (фр. Mohamed Amine Tougai, араб. محمد أمين توقاي, нар. 22 січня 2000, Буруба) — алжирський футболіст, захисник туніського клубу «Есперанс» і національної збірної Алжиру.

## Клубна кар'єра
Народився 22 січня 2000 року в місті Буруба. Вихованець футбольної школи клубу «Хуссейн Дей». Дорослу футбольну кар'єру розпочав 2019 року в основній команді того ж клубу, в якій за півтора сезони взяв участь у 18 матчах чемпіонату. 
На початку 2020 року приєнався до одного з лідерів туніського футболу, клубу «Есперанс».

## Виступи за збірні
2019 року залучався до складу молодіжної збірної Алжиру. На молодіжному рівні зіграв у трьох офіційних матчах.
2021 року дебютував в офіційних матчах у складі національної збірної Алжиру в рамках тогорічного розіграшу Кубка арабських націй, де алжирці вийшли переможцями.
Згодом у складі збірної був учасником Кубка африканських націй 2021 року, що проходив на початку 2022 року в Камеруні.
| Дата       | Місто     | Господарі | Результат               | Гості  | Турнір                                             | Голи | Примітки |
| ---------- | --------- | --------- | ----------------------- | ------ | -------------------------------------------------- | ---- | -------- |
| 4-12-2021  | Ель-Вакра | Ліван     | 0 – 2                   | Алжир  | Кубок арабських націй з футболу 2021 - 1-й етап    | -    |          |
| 7-12-2021  | Ель-Вакра | Алжир     | 1 – 1                   | Єгипет | Кубок арабських націй з футболу 2021 - 1-й етап    | 1    | 59'      |
| 12-12-2021 | Доха      | Марокко   | 2 – 2 д.ч. (5 – 7 п.п.) | Алжир  | Кубок арабських націй з футболу 2021 - чвертьфінал | -    |          |
| 18-12-2021 | Ель-Хаур  | Туніс     | 0 – 2 д.ч.              | Алжир  | Кубок арабських націй з футболу 2021 - Фінал       | -    | 120+3'   |
| Усього     |           | Матчів    | 4                       |        | Голів                                              | 1    |          |

## Титули і досягнення
- Переможець Кубка арабських націй: 2021